# Ібрагім Мохамед Соліх
Ібрагім Мохамед Соліх (мальд. އިބްރާހީމް މުޙައްމަދު ޞާލިޙް, також відомий під прізвиськом «Ібу»; нар. 4 травня 1964) — державний і політичний діяч Мальдівів, президента країни 17 листопада 2018  – 17 листопада 2023.
У 1994 р. вперше обраний депутатом до парламенту країни від атола Фаадхіпполху і у 2003-2008 рр. відігравав провідну роль у формуванні Мальдівської демократичної партії (МДП) і Мальдівського руху за політичні реформи — це сприяло тому, що Мальдіви вперше в своїй історії утвердили нову сучасну конституцію і перейшли до багатопартійної демократії. 23 вересня 2018 року після підбиття підсумків президентських виборів Ібрагім Мохамед Соліх був обраний президентом країни.

## Ранній період життя
Народився на острові Хіннавару, але в дитинстві разом з батьками переїхав до Мале для здобуття освіти, де відтоді постійно проживає. У сім'ї було 13 дітей. Соліх закінчив середню школу Маджид. У шкільні роки був активним учнем і брав участь у багатьох шкільних заходах, особливо у спорті. Одружений з Фазна Ахмед, у них є дочка на ім'я Сара і син Яман.
Є одним з найближчих друзів колишнього президента Мохамеда Нашида, який також є двоюрідним братом дружини Соліха — Фазна Ахмед. Ібрагім Мохамед Соліх і президент Мохамед Нашид відіграли важливу роль у встановленні багатопартійної демократії на Мальдівах. Соліх був високопосадовцем у партії та очолив першу парламентську групу Мальдівської демократичної партії у 2009 році.

## Політична кар'єра
З 2011 року є лідером парламентської групи Мальдівської демократичної партії (МДП), а також лідером об'єднаної парламентської групи з моменту формування опозиційної коаліції в березні 2017 року. Соліх був обраний новим кандидатом у президенти від коаліції опозиційних партій на виборах 2018 року, коли колишній президент Мохамед Нашид вирішив не балотуватися.
Соліх здобув перемогу над чинним президентом Абдуллою Яміном, набравши 58,4 % голосів виборців, що на 38 500 голосів більше, ніж у його опонента. Напередодні виборів багато іноземних спостерігачів стверджували, що вибори можуть бути сфальсифіковані на користь Абдулли Яміна і що він, таким чином, залишиться на другий термін. Проте, коли підрахунок бюлетенів був близький до завершення в ніч виборів, президент Абдулла Ямін виступив перед народом і визнав перемогу Соліха, через кілька годин після того, як останній оголосив про свою перемогу і закликав президента до мирної передачі влади.
Головним питанням за підсумками цієї президентської кампанії стало те, чи будуть Мальдіви й далі підтримувати тісні відносини з Китайською Народною Республікою, як це було за президентства Абдулли Яміна, або ж замість цього вони розвернуться до Індії та країн західного світу (особливо до Сполучених Штатів Америки), до яких опозиційна коаліція була налаштована прихильніше.

## Президентство
Обійняв посаду 17 листопада 2018 року, коли закінчився п'ятирічний термін повноважень Абдулли Яміна. Соліх став сьомим президентом Мальдівських островів і третім демократично обраним президентом країни (слідом за Мохамед Нашид і Абдуллою Яміном) після того, як Нашид змістив Момун Абдула Гаюма на виборах 2008 року, тим самим поклавши край його 30-річного терміну повноважень. Ібрагім Мохамед Соліх є першим мальдівським президентом, народженим на північних атолах країни, а також другою за віком людиною на посаді президента (обійняв її у віці 54 років, тільки Мохамед Вахід Хасан був старшим).
19 листопада 2018 року оголосив, що Мальдіви мають повернутися до Співдружності націй. 
1982 — 2016 року Мальдіви були однією з республік Співдружності націй.